# Thierry Forveille
Thierry Forveille, né le 11 juillet 1961 à Sétif, en Algérie alors française, est un astronome français de l'Institut de planétologie et d'astrophysique de Grenoble et le rédacteur en chef du journal Astronomy & Astrophysics.

## Carrière
Ancien élève de l'École Normale Supérieure (S1981), Thierry Forveille a obtenu son doctorat de physique en 1988 à l'Université Grenoble-Alpes (anciennement université Joseph-Fourier) avec une thèse intitulée Observations millimétriques de matière circumstellaire autour d'objets jeunes et d'étoiles évoluées sous la direction de Stéphane Guilloteau. Nommé astronome adjoint dans le Groupe d'Astronomie de l'Observatoire de Grenoble (maintenant Institut de planétologie et d'astrophysique de Grenoble) en 1988, il y fait toute sa carrière, marquée par de nombreuses collaborations internationales. Il est nommé rédacteur en chef de la revue Astronomy & Astrophysics en 2012.
Son principal domaine de recherche actuel est l'étude observationnelle des naines brunes et des planètes extrasolaires.

## Publications choisies[5]
- Loup, C., Forveille, T., Omont, A., and Paul, J. F., “CO and HCN observations of circumstellar envelopes. A catalogue - mass loss rates and distributions.”, (1993). Astronomy and Astrophysics Supplement Series, 99: 291–377.
- Zuckerman, B.; Forveille, T.; Kastner, J. H. (1995-02). "Inhibition of giant-planet formation by rapid gas depletion around young stars". Nature. 373 (6514): 494–496. DOI 10.1038/373494a0.  (ISSN 0028-0836).
- Delfosse, X., Forveille, T., Perrier, C., and Mayor, M., “Rotation and chromospheric activity in field M dwarfs”, 1998. Astronomy &  Astrophysics, 331: 581–595.
- Kastner, J. H.; Zuckerman, B.; Weintraub, D. A.; Forveille, T. (1997-07-04). "X-ray and Molecular Emission from the Nearest Region of Recent Star Formation". Science. 277 (5322): 67–71. DOI 10.1126/science.277.5322.67.  (ISSN 0036-8075).
- Delfosse, Xavier; Forveille, Thierry; Ségransan, Damien; et al. (2000). "Accurate masses of very low mass stars. IV. Improved mass-luminosity relations". Astronomy & Astrophysics. 364: 217. DOI 10.48550/arXiv.astro-ph/0010586.